# Muzeum Katedry Anatomii Collegium Medicum Uniwersytetu Jagiellońskiego
Muzeum Anatomii, pełna nazwa Muzeum Katedry Anatomii Collegium Medicum Uniwersytetu Jagiellońskiego – największe i najstarsze w Polsce muzeum anatomii. Mieści się przy ul. Kopernika 12 w Krakowie w budynku Theatrum Anatomicum.

## Historia
Pierwsze eksponaty do muzeum zostały sprowadzone z Wiednia w 1803 roku. Było to 12 preparatów ludzkich kości i płodów. Kolekcja muzealna rozrastała się jednak szybko i w 1809 roku preparatów było już 66, by w 1835 roku osiągnąć liczbę 227. Początkowo preparaty były magazynowane w słojach napełnionych spirytusem, które przykrywane były zwierzęcymi pęcherzami i zawiązywane.
Zbiory muzeum powiększały się szybko dzięki ofiarności mieszkańców Krakowa i odwiedzających muzeum, do których apelowano o zwożenie różnego rodzaju zwierząt – szczególnie egzotycznych. Podczas inwentaryzacji dokonanej w latach 60. XX wieku zbiory zostały określone na 1850 preparatów.

## Stan obecny
Obecnie kolekcja muzeum liczy 2077 preparatów i udostępniona jest do zwiedzania w 3 salach. W pierwszej sali eksponowane są preparaty z działu osteologii i arthrologii a także anatomii porównawczej i przede wszystkim antropologii. Druga sala zawiera preparaty głównie z zakresu narządów głowy, szyi, klatki piersiowej jamy brzusznej i miednicy. Prezentowane są tu także preparaty anatomiczne ośrodkowego układu nerwowego oraz modele rozwojowe sprowadzone do Krakowa w okresie międzywojennym przez Kazimierza Konstaneckiego. Ostatnia sala nosząca imię profesora Ludwika Teichmanna zawiera najstarsze preparaty znajdujące się w kolekcji muzeum, w dużej części wykonane osobiście przez patrona sali.
Muzeum po remoncie zostało otwarte dla zwiedzających w kwietniu 2009.